# Constitution (Schiff, 1951)
Die Constitution war eines von zwei Schiffen des MARCOM-Typs P3-S2-DL2. Sie war mit 23.754 BRT etwas größer als ihr Schwesterschiff Independence (23.719 BRT).

## Geschichte

Die Constitution 1953 in Haifa

Das Schiff wurde von Bethlehem Steel in Quincy (Massachusetts) in den Vereinigten Staaten gebaut. Die Reederei American Export Lines setzte es im Liniendienst zwischen New York und Genua bzw. Neapel in Italien ein. 1959 wurde das Schiff umgebaut. Ab 1968 wurde es vorübergehend für Kreuzfahrten eingesetzt, bevor es im September 1969 in Jacksonville aufgelegt wurde.
1974 wurde das Schiff an die Atlantic Far East Line verkauft und in Oceanic Constitution umbenannt. 1981 wurde es an American Hawaii-Cruises verkauft und wieder in Constitution umbenannt. Das Schiff wurde nun nach einem erneuten Umbau für Kreuzfahrten nach Hawaii eingesetzt. Im Juli 1995 wurde das Schiff, das nicht mehr den SOLAS-Bestimmungen entsprach, in Portland aufgelegt und 1997 an chinesische Abbrecher verkauft. Auf der Reise zur Abwrackwerft sank es am 17. November 1997 nördlich von Hawaii.

## Trivia
- Das Schiff war Drehort für die US-amerikanische Sitcom I Love Lucy, den Spielfilm Die große Liebe meines Lebens.[2] und die Episode Das Albtraum-Schiff (im Original All thieves on deck) der Fernsehserie Magnum, in der die Constitution auch in einigen Außenaufnahmen zu sehen ist.
- 1956 reiste Grace Kelly vor ihrer Hochzeit mit Fürst Rainier III. von Monaco mit dem Schiff nach Monaco.[2]
- Im August 1965 starb die 74-jährige Titanic-Überlebende Gretchen Leopold an Bord der Constitution.